# Občina Lovrenc na Pohorju
Občina Lovrenc na Pohorju je jednou z 212 občin ve Slovinsku. Nachází se v Podrávském regionu na území historického Dolního Štýrska. Občinu tvoří 7 sídel, její rozloha je 84,4 km² a k 1. lednu 2017 zde žilo 3 055 obyvatel. Správním střediskem občiny je vesnice Lovrenc na Pohorju.

## Geografie
Většina území občiny zasahuje do Pohorje, nejvýchodnějšího výběžku Alp. Nejvyšší bod občiny dosahuje nadmořské výšky 1529 m. Nadmořská výška klesá směrem od jihu k severu až k řece Drávě, která zároveň tvoří severní hranici občiny. Většina občiny je porostlá lesy. Údolím řeky Drávy prochází železniční trať Maribor – Dravograd – Celovec.

## Pamětihodnosti
- kostel Panny Marie Pomocné v Puščavě
- kaple svaté Anny v Puščavě

## Členění občiny
Občina se dělí na sídla: Činžat, Kumen, Lovrenc na Pohorju, Puščava, Rdeči Breg, Recenjak, Ruta.

## Sousední občiny
| Růžice kompasu | Podvelka           | Podvelka                  | Selnica ob Dravi | Růžice kompasu |
| Růžice kompasu | Ribnica na Pohorju | Sever                     | Ruše             | Růžice kompasu |
| Růžice kompasu | Ribnica na Pohorju | Občina Lovrenc na Pohorju | Ruše             | Růžice kompasu |
| Růžice kompasu | Ribnica na Pohorju | Jih                       | Ruše             | Růžice kompasu |
| Růžice kompasu | Mislinja           | Zreče Slovenska Bistrica  |                  | Růžice kompasu |